# El germà més llest de Sherlock Holmes
El germà més llest de Sherlock Holmes (The Adventures of Sherlock Holmes' Smarter Brother) és una pel·lícula estatunidenco-britànica dirigida per Gene Wilder el 1975. Ha estat doblada al català.

## Argument
A Anglaterra, un important document acaba de ser robat de la caixa forta del ministre d'Afers Exteriors. El famós detectiu privat Sherlock Holmes confia l'assumpte al seu germà petit, Sigerson, que serà ajudat pel sergent Orville Sacker de Scotland Yard.

## Repartiment
- Gene Wilder: Sigerson Holmes
- Marty Feldman: Orville Sacker
- Madeline Kahn: Jenny Hill/Bessie Belwood
- Dom DeLuise: Edouardo Gambetti
- Leo McKern: Pr. Moriarty
- Roy Kinnear: Finney
- John el Mesurier: Lord Redcliff
- Douglas Wilmer: Sherlock Holmes
- Thorley Malters: Dr. Watson
- George Silver: Bruner
- Nicholas Smith: Hunkston
- John Hollis: Sbire de Moriarty
- Aubrey Morris: el conductor de la calessa
- Tommy Godfrey: Fred
- Susan Field: La reina Victoria
- Joseph Behrmannis: el rus que fa una oferta pel document de Redcliff
- Wolfe Morris: el francès que fa una oferta pel document de Redcliff
- Kenneth Benda: Butler
- Michael Crane: Renato
- Tony Simpson: Director d'orquestra